# Суддя (серіал)
Суддя (тур. Hakim) — це драматичний, кримінальний турецький телесеріал, перший епізод вийшов в ефір 4 квітня 2022 року з Ердалом Бешикчіоглу, Ебру Озкан, Угуром Юджелем та Юрдаером Окур. 
Серіал має 1 сезон. Завершився 10-м епізодом, який вийшов у ефір 13 червня 2022 року.
Режисери серіалу - Еркан Тунч, Сулейман Мерт Оздемір, Осман Таші, Гюнай Гюнайдин.
Сценаристи серіалу - Йилмаз Шахін, Чагла Кізілелма, Гохан Секер, Алі Доганчай.
Даний серіал є адаптацію американського телесеріалу 2020 року Ваша честь.

## Сюжет
Син судді, який роками виконує свою роботу, щоб забезпечити справедливість, причетний до злочину. Після цього інциденту Омер стикається з великим протиріччями.

## В ролях
| Актор             | Роль      |
| ----------------- | --------- |
| Ердал Бешикчіоглу | Омер      |
| Ебру Озкан        | Ясемін    |
| Угур Юджел        | Джевдет   |
| Юрдаер Окур       | Азем      |
| Еслем Акар        | Деніз     |
| Фатіх Берк Шахін  | Озан      |
| Бурджу Кара       | Айше      |
| Хасібе Ерен       | Гульбахар |
| Гюльсен Тунсер    | Семра     |
| Седа Акман        | Зумрут    |
| Наз Чагла Ірмак   | Джерен    |
| Хакан Юфкаджигіл  | Селайір   |
| Джан Барту Аслан  | Мерт      |

## Сезони
| Сезон          | Епізоди | Епізоди | Оригінальний показ | Оригінальний показ | Оригінальний показ |
| Сезон          | Епізоди | Епізоди | Перший показ       | Останній показ     | Мережа             |
| -------------- | ------- | ------- | ------------------ | ------------------ | ------------------ |
| Сезон 1 (2022) | 10      | 10      | 4 квітня 2022      | 13 червня 2022     | atv                |

## Рейтинги серій
| Серія       | Рейтинг (TOTAL) | Рейтинг (AB) | Рейтинг (ABC1) |
| ----------- | --------------- | ------------ | -------------- |
| 1.          | 5,11            | 5,24         | 5,16           |
| 2.          | 4,16            | 4,30         | 4,53           |
| 3.          | 3,47            | 4,06         | 4,50           |
| 4.          | 2,54            | 3,27         | 3,71           |
| 5.          | 2,58            | 3,24         | 3,12           |
| 6.          | 2,38            | 2,54         | 2,88           |
| 7.          | 1,98            | 2,48         | 2,14           |
| 8.          | 1,78            | 2,99         | 2,73           |
| 9.          | 2,29            | 2,93         | 2,50           |
| 10. (фінал) | 2,50            | 3,15         | 2,79           |